# 波利奧瓦
50°5′19″N 36°0′51″E / 50.08861°N 36.01417°E
波利奧瓦（烏克蘭語：Польова）是位於烏克蘭東部的村莊，由哈爾科夫州哈爾科夫區的索洛尼齊夫卡市鎮負責管轄。該村距離傑爾加奇10公里，始建於1678年，面積2.61平方公里，海拔高度162米，2001年人口452。